# Rhomborhina violacea
Rhomborhina violacea är en skalbaggsart som beskrevs av Paul Norbert Schürhoff 1942. Rhomborhina violacea ingår i släktet Rhomborhina och familjen Cetoniidae. Inga underarter finns listade i Catalogue of Life.